# 小泉陽一
小泉 陽一（こいずみ よういち、1965年（昭和40年）8月13日 - ）はフジテレビアナウンサー、報道記者、解説委員。

## 来歴・人物
神奈川県平塚市出身。神奈川県立二宮高等学校、コロンビア大学留学を経て、慶應義塾大学経済学部卒業。学生時代は競走部に所属し、種目は円盤投。
1991年、アナウンサーとしてフジテレビに入社。同期に中村江里子、近藤サト。アナウンス室、ニューヨーク支局を経て、1996年報道局社会部へ異動。警視庁、厚生省、宮内庁を担当。2000年よりニュースJAPANフィールドキャスターや企画などを担当。
2004年パリ支局長。帰国後は秘書室などを経て解説委員。

## 過去の出演番組
報道番組
| 期間          | 期間          | 番組名              | 役職                       | 担当日     |
| ------------- | ------------- | ------------------- | -------------------------- | ---------- |
| 1991年10月3日 | 1992年3月27日 | おめざめ天気予報    | キャスター                 | 木・金曜日 |
| 2000年4月3日  | 2003年9月26日 | FNNスーパーニュース | フィールドキャスター       | 平日       |
| 2000年4月3日  | 2002年9月27日 | ニュースJAPAN       | レポーター兼田代尚子の代役 | 平日       |

その他
- FNSの日・FNSスーパースペシャル1億人のテレビ夢列島'91（第5回の提供読み）